# 紅海人。藍海戰
《紅海人。藍海戰》(英文: Try Difference Make Differences) 是W創作社 於2012 年在香港藝術中心公演的「工具舞台劇」，嘗試將經濟學的學術知識穿插於劇情之內，是該劇團的第二十二部作品，黃智龍與白只執導，黃智龍編劇，白只與林二汶主演，由著名獨立音樂人my little airport的阿p 作為音樂總監及現場演奏。

《紅海人。藍海戰》為香港劇壇增添了新的可能性，成功將原本比較枯燥的純學術知識，糅合了舞台表演和現場演奏等娛樂元素之後，以有趣及更容易理解的形式，推廣于普羅大眾，票房成績與觀眾口碑亦算不俗。蔣祖曼更獲提名第二十二屆香港舞台劇獎最佳女配角(喜/鬧劇)。

## 背景
美國經濟學暢銷書《藍海策略》已成為南韓政府與當地大企業指定參考書，當中「紅海」比喻為已知的市場空間，互相鬥好鬥平廝殺，血染大海。「藍海」則是由尚未開發的市場空間，創造新的需求，打造屬於自己的市場。

「藍海策略」並不一定要有財有力，只要有諗頭便可成事。例如兩個香港年輕人大搞以「港式文化」為噱頭的”Secret Tour”旅行團，帶領外國人捐窿捐罅到舊式茶樓屋村，體驗地道文化，結果引來CNN採訪，成功突圍；又例如兩個畢業找不到工作的牛津大學生，欠落一大筆學費債務，想到「出賣面子」，讓企業在他們臉上賣廣告(Buy My Face)，結果不足半年便賺了超過三十萬港元。

《紅海人。藍海戰》就是關於兩兄妹如何運用「藍海策略」的實用知識尋回自我的音樂喜劇。

《紅海人。藍海戰》是W創作社首個「工具舞台劇」，嘗試將理性的學術智識結合感性的舞台劇，《紅》則以加入經濟學「實用智識」為主題。

「音樂劇場」是將流行歌融入舞台劇的表演藝術，有別於以歌詞推動劇情的音樂劇，「音樂劇場」的歌曲是提升演出的感性情感，藉此感染觀眾。

## 故事大綱
白只飾演的哥哥曾是大學尖子，可惜畢業後，五年內轉過12份工作，工作上劣評如潮，索性躲在家中頹廢等死。二汶飾演的妹妹由熱血青年變成“冗員心態”的寫字樓OL，每天只期待裁員潮降臨在自己，得到遣散費去歐洲旅行。

兩兄妹終於領悟到失敗人生，是因為他們只懂在傳統市場競爭(經濟學上比喻為「紅海」)。從小被灌輸要考試搶第一、工作搶升職加薪等等，結果就在「紅海」遇溺。及後終醒覺要靠經濟學上的「藍海策略」去開拓全新的市場，才能找尋到自我生存空間。兩兄妹以低成本創業勇闖「藍海」，但過程波折重重，雖然他們一次又一次地引用多種經濟學的知識化危為機，但過程中的壓力已令兄妹關係跌至谷底……

## 角色表
白只	飾 	Michael Wong 

林二汶	飾	Eman Wong 

蔣祖曼	飾	Joman 

楊偉倫	飾	阿卵

金草	飾	阿金

## 演出歌曲
〈西西弗斯之歌〉

曲詞：林阿p ｜編：林阿p、阿賢、阿科｜唱：白只 

〈公司裁員三百人〉

曲詞：林阿p ｜編：林阿p、阿賢、阿科｜英文詞： 白只｜唱：林二汶、楊偉倫 

〈藍海策略〉

曲詞：林阿p ｜編：林阿p、阿賢、阿科｜唱：白只、林二汶、All Cast

〈悲傷的採購〉

曲詞：林阿p ｜唱：白只、林二汶 

〈客人的悲哀〉

曲詞：林阿p ｜編：林阿p、阿賢、阿科｜唱：林二汶、白只 

〈浪漫九龍塘〉

曲詞編：林阿p ｜唱：白只、蔣祖曼 

〈怕〉

曲：藍奕邦｜詞：于逸堯@人山人海｜編：The HUSband｜唱：林二汶 

〈窮人賣屎忽〉

曲詞：林阿p ｜編：林阿p、阿賢、阿科｜唱：全體演員

## 外部連結
W創作社官方網頁 （页面存档备份，存于）
W創作社Facebook 專頁 （页面存档备份，存于）
W創作社微博 （页面存档备份，存于）